# Euplexia incolorata
Euplexia incolorata là một loài bướm đêm trong họ Noctuidae.